# Fehér könyv
A fehér könyv (angolul: white paper) olyan kiadvány, amely egy szervezet/mozgalom/párt stb. hivatalosnak tekinthető véleményét fogalmazza meg valamely témáról. A név valószínűleg arra utal, hogy az ilyen jellegű kiadvány egykor egyszerű, általában illusztrációktól mentes, fehér színű borítóval jelent meg. A mai online dokumentumok is gyakran viselik ezt a nevet illetve címükben is gyakran szerepel.

## Néhány "fehér könyv"
- Magyarországon 1957-ben jelent meg egy négykötetes sorozat  az "ellenforradalomról", amelyeket  "Fehér Könyvek" címen emlegettek.
- A Kriterion is kiadott 1966-tól egy sorozatot Fehér könyvek címen.
- Fehér Könyv a szellemi tulajdon védelméről (Magyar Szabadalmi Hivatal, Budapest 2006-2008-2009)
- A brit kormány 2018-ban tette közzé a fehér könyvet a Brexitről.